# Đảo Mi Châu
Mi Châu (湄洲岛; Bí-ciu-dô̤) là một hòn đảo thuộc quyền quản lý của thị trấn Mi Châu, huyện Tú Tự, thành phố Phủ Điền, tỉnh Phúc Kiến, Cộng hòa Nhân dân Trung Hoa, nằm ở cửa vịnh Mi Châu, cách đất liền khoảng 3 km, là hòn đảo lớn thứ hai ở Phủ Điền, tương truyền là nơi sinh của Thánh Mẫu Thiên Hậu.
Vịnh Mi Châu nằm ở giữa bờ biển tỉnh Phúc Kiến, được đặt theo tên của đảo Mi Châu ở cửa vịnh, tọa lạc tại giao điểm của quận Tuyền Cảng, thành phố Tuyền Châu và quận Tú Tự, thành phố Phủ Điền, phía bên kia biển từ cảng Cơ Long của Đài Loan, đây là cặp cảng kết nghĩa gần nhất và lớn nhất giữa Phúc Kiến và Đài Loan.
Đảo Mi Châu có diện tích đất 14,35 km vuông, dân số 40.500 người và 11 làng thuộc quyền quản lý, nhiệt độ trung bình hàng năm là 21 °C và đường bờ biển dài 30,4 km. Năm 1998, được chỉ định là khu kinh tế du lịch của tỉnh Phúc Kiến, được mở cửa với thế giới bên ngoài, đến năm 1992, nơi đây trở thành khu du lịch quốc gia do Quốc vụ viện Cộng hòa Nhân dân Trung Hoa phê duyệt.
Năm 2012, nơi đây đã được liệt kê là danh lam thắng cảnh cấp AAAA quốc gia. Ngày 13 tháng 2 năm 1953, Quân Giải phóng Nhân dân Trung Quốc và Quân đội Trung Hoa Dân Quốc từng tham gia chiến đấu trên đảo Mi Châu.
Hòn đảo được định hướng là một hòn đảo trình diễn sinh thái thông minh quốc gia, mạng thử nghiệm 5G sẽ được mở vào năm 2019.

## Tổng quan
Đảo Mi Châu có các công trình công cộng liên quan đến sự phát triển lâu dài như giao thông, thông tin liên lạc, hệ thống cung cấp điện, nước, hơn 10 cơ sở dịch vụ và lễ tân từ trung cấp đến cao cấp, với tỷ lệ phủ xanh là 45,6%. Đảo đã được đánh giá là một trong 100 quận (huyện) hàng đầu về phủ xanh quốc gia, quận (huyện) tiên tiến về trồng và phủ xanh rừng quốc gia, và là khu du lịch cấp AAAA quốc gia.
Đền Thiên hậu Thánh mẫu cũng được xây dựng trên đảo. Nơi đây là một trong những nơi tập trung đông cư dân Đài Loan nhất trên đất liền, hàng năm có hơn 300.000 đồng hương Đài Loan đến đến Mi Châu trên đảo để tạ ơn tổ tiên, được nhận danh hiệu "cơ sở giao lưu xuyên eo biển" và "cơ sở giao lưu văn hóa quốc tế của Hoa kiều".
Tại cuộc họp báo thường kỳ đầu tiên vào năm 2021, theo bà Chu Phượng Liên, người phát ngôn thuộc Văn phòng Sự vụ Đài Loan của Chính phủ Trung Quốc, từ năm 2009, Văn phòng đã phê duyệt việc thành lập 79 cơ sở giao lưu xuyên eo biển tại 24 tỉnh, khu tự trị và thành phố. Việc thiết lập các căn cứ này cho thấy Trung Quốc kiên quyết thực hiện các chính sách của mình đối với Đài Loan, tích cực mở rộng giao lưu và hợp tác xuyên eo biển, tiếp tục làm sâu sắc hơn hội nhập và phát triển xuyên eo biển, tiếp tục thúc đẩy sự hòa hợp tinh thần của đồng bào hai bên eo biển. Bà cho rằng những căn cứ này tạo thêm cơ hội cho đồng bào hai bên eo biển giao lưu, hợp tác, ôn lại lịch sử, trải nghiệm văn hóa, nhắc nhở về tình cảm gia đình, cùng nhau phát triển.
Kể từ khi đại dịch Covid bùng phát, các căn cứ này cũng trở thành nền tảng quan trọng cho các cuộc "giao lưu đám mây" xuyên eo biển. Ví dụ, từ tháng 2 đến tháng 3 năm ngoái, miếu Thánh mẫu ở Mi Châu, Phúc Kiến và các miếu Thành mẫu có liên quan và các nhóm ở Đài Loan đã cùng nhau tổ chức hoạt động "Chúa phù hộ cho Trung Quốc, cầu nguyện cho Vũ Hán ——Miếu Thánh mẫu ở hai bên eo biển chắp tay cầu phúc. Trong sự kiện này, có hơn 120 ngôi đền Ma Tổ Thánh mẫu và hơn 3.000 tín đồ ở Đài Loan cùng 200.000 người đã xem trực tuyến.

## Du lịch
Đảo Mi Châu có tài nguyên ven biển độc đáo với 13 bãi cát vàng và 5 km địa hình xói mòn biển.

### Bãi đá Nga Vĩ Thần
Khu vực bãi đá Nga Vĩ Thần Thạch Viên (鹅尾神石园) nằm ở cực nam của đảo Mi Châu, có hình dạng giống như đuôi ngỗng, được đặt tên dựa theo hình dáng của nó. Bãi đá có diện tích 32 ha và cao 65 mét so với mực nước biển. Nơi đây được thế giới biết đến với các danh lam thắng cảnh cùng với Miếu Thánh mẫu ở cực bắc.